# Nouvelle Droite (Pays-Bas)
Pour les articles homonymes, voir Nouvelle Droite (homonymie).

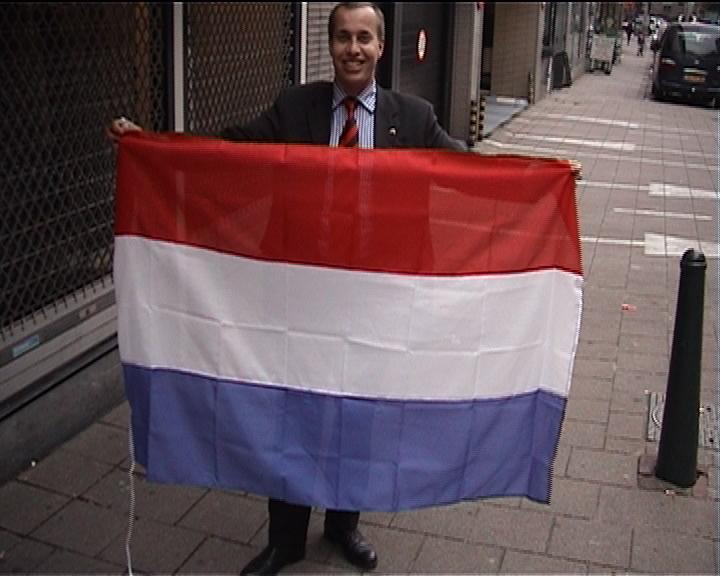
Michiel Smit (2003).

Nouvelle droite (en néerlandais : Nieuw Rechts) était un parti politique néerlandais de droite et nationaliste, fondé en février 2003 et dissous en décembre 2007. Ce parti regroupait des anciens membres de la Liste Pim Fortuyn, des libéraux de droite, anciens membres du VVD, et plusieurs nationalistes. Nouvelle Droite se voulait l'adversaire des autres partis de droite et du SP (Parti socialiste).

## Histoire
Michiel Smit fut secrétaire de Pim Fortuyn au sein du parti local Rotterdam vivable. Il fut élu conseiller municipal de cette ville en mars 2002. Après la mort de Pim Fortuyn, la tête du Leefbaar Rotterdam fut prise par Ronald Sörensen et Michiel Smit fut écarté du parti. Ronald Sörensen lui a reproché ses contacts avec le Vlaams Blok belge.
Michiel Smit conserva néanmoins son siège au conseil municipal et a donc fondé son propre parti Nouvelle droite dont il était l'unique représentant au sein du conseil. Il essaya de créer des branches locales partout aux Pays-Bas mais n'y arriva qu'à Rotterdam. Aux élections municipales de 2006, son parti était présent aux scrutins de Rotterdam, Ridderkerk, Almelo et Eindhoven, obtenant 0,06 % des voix et un siège à Ridderkerk.

## Idéologie
Le parti de la Nouvelle droite milite pour la conservation de la culture néerlandaise, l'arrêt de l'immigration extra-européenne, la lutte contre la société multi-ethnique par un renforcement de la fierté nationale. En l'occurrence, Nieuw Rechts est contre Bruxelles, ses fonctionnaires et ses directives, contre l’élargissement de l'Union européenne et surtout contre l'entrée de la Turquie.